# Mindomys
Mindomys és un gènere de rosegadors de la família dels cricètids. Les dues espècies que formen aquest grup són endèmiques de l'Equador. El seu hàbitat natural són els boscos montans andins. Tenen un estil de vida arborícola. Les vibrisses són molt llargues i les orelles són petites, mentre que la cua és de color uniforme. Quan fou descrit el 2006, el gènere incloïa una sola espècie, M. hammondi, però el 2022 deixà de ser un tàxon monotípic com a resultat de la descripció de M. kutuku. El nom genèric Mindomys significa ‘de Mindo’ en llatí.